# Zahltag (1972)
Zahltag  ist ein US-amerikanischer Film aus dem Jahr 1973 von Daryl Duke und wurde von The Saul Zaentz Company produziert.

## Handlung
Maury Dann ist ein erfolgreicher Country-Western-Sänger, der mit einem Cadillac durch die südlichen Bundesstaaten reist. Dann spielt er in einem kleinen Club mit seiner Band und seiner Freundin Mayleen einen Gig. Er trifft ein junges Mädchen namens Sandy hinter der Bühne und verführt sie. Am nächsten Tag besucht Maury seine Mutter und macht zusammen mit ein paar Jungs aus der Band einen Jagdausflug. Er gerät mit Bob Tally in einen Faustkampf um Maurys Hund Snapper, nach dem Kampf schmeißt er ihn jedoch aus der Band. Die Band besucht einen lokalen Radiosender, um Maurys neues Album Payday zu promoten. Der Film endet damit, dass Ted mit seinem Auto nach einem Absturz schwer verletzt überlebt und aus einem Waldgebiet rennt, um Hilfe zu suchen.

## Veröffentlichung
Der Film feierte am 22. Februar 1973 in den Vereinigten Staaten seine Premiere und wurde im Mai 1973 auf den Cannes Film Festival gezeigt.

## Kritik
Der Film erhielt bei Rotten Tomatoes einen Score von 50 % bei 6 Bewertungen. Roger Greenspun von der New York Times urteilte It all seems unrealized, unrelated-like illustrative material for a movie not yet made. Der Film steht auf der Liste The Best 1,000 Movies Ever Made der von der New York Times.
Der Filmdienst schrieb, der Film sei ein „[h]ervorragendes Porträt eines amerikanischen Countrysängers“, es handle sich um eine „konsequente Entmythifizierung des Popstars“. Auch die Darstellung und die Kameraarbeit werden als „überaus gelungen“ bewertet.